# 木下浩之
木下 浩之（きのした ひろゆき、1958年10月23日 - ）は、日本の俳優、声優。埼玉県出身。演劇集団 円所属。

## 来歴
桐朋学園大学短期大学部芸術科卒業。1979年に円演劇研究所に入所し、1982年に演劇集団 円劇団員に昇格。同期には渡辺謙がいた。

## 人物
声種はハイバリトン。特技は水泳、陸上。資格は普通自動車免許。

## 出演
太字はメインキャラクター。

### テレビアニメ
2000年
- 金田一少年の事件簿（2000年 - 2014年、錦野龍平、王龍） - 2シリーズ

2002年
- 攻殻機動隊 STAND ALONE COMPLEX（山口）

2003年
- キノの旅 -the Beautiful World-（父親）

2005年
- 名探偵コナン（2005年 - 2025年、佐久間晃、コルン、出島覚治）
- 焼きたて!!ジャぱん（ファラオ）

2007年
- 爆丸バトルブローラーズ（エクセトラ）
- ぼくらの（佐々見）

2008年
- テレパシー少女 蘭（上田先生）
- BLASSREITER（マシュー）
- BLUE DRAGON 天界の七竜（グリーズ）

2010年
- さらい屋 五葉（八木平左衛門）
- 爆丸バトルブローラーズ ニューヴェストロイア（エクセトラ）

2011年
- 神様のメモ帳（美河）
- NARUTO -ナルト- 疾風伝（バジ）
- レベルE（夢野九四郎）

2012年
- TARI TARI（沖田正一）
- ROBOTICS;NOTES（日高宏武）

2013年
- ONE PIECE（2013年 - 2025年、ロック、フィガーランド・ガーリング聖〈過去〉）

2014年
- アルドノア・ゼロ（ウォルフ・アリアーシュ） - 2025年に総集編『アルドノア・ゼロ（Re+）』劇場上映
- ガンダム Gのレコンギスタ（グシオン・スルガン）
- グラスリップ（深水健）
- ソウルイーターノット!（マスター）
- 棺姫のチャイカ（シモン・スカニア）

2015年
- 機動戦士ガンダム 鉄血のオルフェンズ（ノーマン・バーンスタイン）
- Go!プリンセスプリキュア（海藤つかさ）

2016年
- アクティヴレイド -機動強襲室第八係-（総理）
- 亜人（オグラ・イクヤ）

2017年
- 有頂天家族2（桃一郎）
- ナイツ&マジック（ヨアキム・セラーティ）
- 牙狼〈GARO〉-VANISHING LINE-（アルフィル）

2018年
- メガロボクス（2018年 - 2021年、藤巻） - 2シリーズ
- BAKUMATSU（2018年 - 2019年、無限斎） - 2シリーズ
- ゴールデンカムイ（淀川中佐）

2019年
- ラディアン（2019年 - 2020年、ドゥーサン男爵）

2020年
- バビロン（ルチアーノ・カンナヴァーロ）
- キングダム（2020年 - 2021年、オルド）

2021年
- ドラゴンクエスト ダイの大冒険 (2020)（2021年 - 2022年、バウスン将軍）

2022年
- 平家物語（土肥実平）

2023年
- デジモンゴーストゲーム（エンシェントスフィンクモン）
- Buddy Daddies（梶悟）
- アンデッドガール・マーダーファルス（ゴダール卿）
- ゾン100〜ゾンビになるまでにしたい100のこと〜（天道照夫）

2024年
- 転生したらスライムだった件（ジェフ）

2025年
- ばいばい、アース（カーネル＝コリンズ）
- アポカリプスホテル（オーナー）

### 劇場アニメ
1980年代
- 宇宙皇子（1989年、苦須里）

2000年代
- 人狼 JIN-ROH（2000年、辺見敦）
- イノセンス（2004年）
- 名探偵コナン 漆黒の追跡者（2009年、コルン）

2010年代
- 劇場3部作『亜人』（2015年、オグラ・イクヤ）
- 名探偵コナン 純黒の悪夢（2016年、コルン）

2020年代
- Gのレコンギスタ II・III（2020年 - 2021年、グシオン・スルガン） - 2作品
- 名探偵コナン 黒鉄の魚影（2023年、コルン）

### OVA
- 転生したらスライムだった件（2020年、ジェフ）

### Webアニメ
- TIGER & BUNNY 2（2022年、ニコライ・ブラーエ）
- 転生したらスライムだった件 コリウスの夢（2023年、ジェフ）
- T・Pぼん（2024年、フラビウス）

### ゲーム
1996年
- クレイジーイワン（PAVEL）

2001年
- 北方謙三 三国志（曹操）

2006年
- エースコンバット・ゼロ ザ・ベルカン・ウォー（ジョシュア・ブリストー、Wizard 1）

2007年
- エースコンバット6 解放への戦火（イエロージャケット）

2008年
- アーマード・コア フォーアンサー

2011年
- エルシャダイ（シン）
- テイルズ オブ エクシリア（ジランド）

2012年
- テイルズ オブ エクシリア2（ジランド）
- Borderlands 2（ハンサム・ジャック）
- ROBOTICS;NOTES（日高宏武）

2014年
- PSYCHOBREAK（セバスチャン・カステヤノス刑事）
- ボーダーランズ プリシークエル（ハンサム・ジャック）

2015年
- The Order:1886（ルーカン卿）

2016年
- 鳥籠のマリアージュ 〜初恋の翼〜（真行寺惣一）

2017年
- 仁王（エドワード・ケリー）
- PSYCHOBREAK2（セバスチャン・カステヤノス）

2019年
- エースコンバット7 スカイズ・アンノウン（ドクター・シュローデル）
- スターリンク バトル・フォー・アトラス （ヴィクター・セントグランド）
- Borderlands 3（ハンサム・ジャック）

2020年
- Fate/Grand Order（ゼウス）

2021年
- グランブルーファンタジー（2021年 - 2022年、レヴィオン先王、ガハムレット）
- ファミコン探偵倶楽部 消えた後継者（綾城完治）
- モンスターハンターストーリーズ2 〜破滅の翼〜（ゼラード）

2022年
- モンスターストライク（2022年 - 2023年、コルン、オルド）

2023年
- BLUE PROTOCOL（リュゲリオ）
- ファイナルファンタジーXVI（エルウィン・ロズフィールド）
- インフィニティ ストラッシュ ドラゴンクエスト ダイの大冒険（バウスン）

2024年
- Rise of the Ronin（マシュー・ペリー）

### ドラマCD
- さらい屋 五葉 ドラマCD（八木平左衛門）
- スターオーシャン Till the End of Time Vol.1 新しき風の凱歌（団員）
- もののけマンション 508号 座敷童（岸和田景虎）

### ラジオドラマ
- NHK-FMシアター
  - 「フルネルソン」（1997年）　
  - 「ドイツ人が描く「或阿呆の一生」」（2006年）
  - 「魔岩伝説」（2011年） - 林大学頭

### 吹き替え

#### 担当俳優
アーロン・エッカート
- 陰謀の街 ワンダー（アーサー・ブレトニック）
- ザ・ターゲット/陰謀のスプレマシー（ベン・ローガン）
- 世界侵略: ロサンゼルス決戦（マイケル・ナンツ二等軍曹）
- ダークナイト（ハービー・デント / トゥーフェイス）※ソフト版
- ハドソン川の奇跡（ジェフ・スカイルズ）※ザ・シネマ版
- ファーストレディ（ジェラルド・フォード）

ヴィゴ・モーテンセン
- アラトリステ（ディエゴ・アラトリステ）
- イースタン・プロミス（ニコライ）
- ヒストリー・オブ・バイオレンス（トム・ストール）

コリン・ファース
- ナニー・マクフィーの魔法のステッキ（セドリック・ブラウン）※ソフト版
- ブリジット・ジョーンズの日記 きれそうなわたしの12か月（マーク・ダーシー）
- マンマ・ミーア!（ハリー）
  - マンマ・ミーア! ヒア・ウィー・ゴー

ジョシュ・ルーカス
- ウォルター少年と、夏の休日（成人のウォルター）※ソフト版
- かぞくはじめました（サム・ネルソン）
- フォードvsフェラーリ（レオ・ビーブ）

スティーヴ・クーガン
- ジョーカー:フォリ・ア・ドゥ（パディ）
- ルビー・スパークス（ラングドン・チャープ）
- ロスト・キング 500年越しの運命（ジョン・ラングレー）

セバスチャン・ロッシェ
- ヴァンパイア・ダイアリーズ（ミカエル）
- スーパーナチュラル（バルサザール：天使）
- バーン・ノーティス 元スパイの逆襲 シーズン7 #10（ロジャー・スティール）

ヒュー・ローリー
- トゥモローランド（デイヴィッド・ニックス総督）
- Dr.HOUSE（グレゴリー・ハウス）
- なぜ、エヴァンズに頼まなかったのか?（ジェームズ・ニコルソン博士）

#### 映画（吹き替え）
- アヴァロン（マーフィー）
- アウトライブ -飛天舞-（ライ〈チャン・ドンジク〉）
- 悪魔のビンゴカード（ミスター・ビッグ〈リチャード・ブレイク〉）
- アトミック・トレイン ※テレビ朝日版
- あなたは私の婿になる（ジャック・バーゲン会長〈マイケル・ヌーリー〉）
- ANON アノン（サル・フリーランド〈クライヴ・オーウェン〉）
- アベンジャーズ/エイジ・オブ・ウルトロン（ウルトロン〈ジェームズ・スペイダー〉）
- アマデウス（皇帝ヨーゼフ2世〈ジェフリー・ジョーンズ〉）※DC追加収録部分
- アメリカン・ビューティー（レスター・バーナム〈ケヴィン・スペイシー〉）※TBS版
- アリス・イン・ワンダーランド（ハートのジャック〈クリスピン・グローヴァー〉）※フジテレビ版
- アリスのままで（ジョン・ハウランド〈アレック・ボールドウィン〉）
- アリスは悩める転校生（ベン・マッキンリー〈ルーク・ペリー〉）
- イーグル・ジャンプ（ダスティン・ターゲット〈ティム・マッキナリー〉）
- イレイザー（デヴィッド・ノートン〈ティモシー・ハットン〉）
- インクレディブル・ハルク
- ヴァンパイア・バット 死蝙蝠の町（ダン〈ディラン・ニール〉）
- ウィンストン・チャーチル/ヒトラーから世界を救った男（ハリファックス子爵〈スティーヴン・ディレイン〉）
- エージェント・マロリー（ロドリーゴ〈アントニオ・バンデラス〉）
- エアポート/タービュランス（マカフィー〈マッケンジー・グレイ〉）
- エクスペンダブルズシリーズ（トール・ロード〈ランディ・クートゥア〉）
  - エクスペンダブルズ
  - エクスペンダブルズ3 ワールドミッション[45]
  - エクスペンダブルズ ニューブラッド[46]
- エニグマ（パック・プコウスキー〈ニコライ・コスター＝ワルドー〉）
- エリザベス:ゴールデン・エイジ（ロバート・レストン〈リス・エヴァンス〉）
- オーシャンズシリーズ（ターク・モロイ〈スコット・カーン〉）※ソフト版
  - オーシャンズ11
  - オーシャンズ12
  - オーシャンズ13
- お買いもの中毒な私!（デレク・スミース〈ロバート・スタントン〉）
- カオス（マーティン・ジェンキンス警部〈ヘンリー・ツェニー〉）
- 彼女はホログラム・スター
- 感染源 BIOHAZARD（マイケル・ロス少佐）
- キング・オブ・マンハッタン 危険な賭け（マイケル・ブライヤー刑事〈ティム・ロス〉）
- キング・コング（ブルース・バクスター〈カイル・チャンドラー〉）
- クライシス・オブ・アメリカ（レイモンド・ショー〈リーヴ・シュレイバー〉）
- グランド・ブダペスト・ホテル（ムッシュ・グスタヴ / グスタヴ・H〈レイフ・ファインズ〉）
- グローリー・ショット 〜栄光への軌跡〜（ベル・ローガン〈ギル・バーミンガム〉）
- クロコダイル・ダンディー（ミック・“クロコダイル”・ダンディー〈ポール・ホーガン〉）※VOD版
- 撃鉄 GEKITETZ ワルシャワの標的（デュノワ〈マックス・ライアン〉）
- ゲット スマート（シークレットサービス指揮官〈スティーブン・ダンハム〉）※テレビ朝日版
- 恋人はゴースト（デヴィッド〈マーク・ラファロ〉）
- 紅海リゾート -奇跡の救出計画-（バラック・アイザックス）
- 最後の恋のはじめ方（ヴァンス〈ジェフリー・ドノヴァン〉）
- サイモン・バーチ（ベン・グッドリッチ〈オリヴァー・プラット〉）
- サイレントノイズ（スミッツ刑事）
- ザ・シューター/極大射程（ボブ・リー・スワガー〈マーク・ウォールバーグ〉）
- サスペクト 哀しき容疑者（キム・ソッコ〈チョ・ソンハ〉）
- サハラ 死の砂漠を脱出せよ（イヴ・マサード〈ランベール・ウィルソン〉）※テレビ東京版
- ザ・バンク 堕ちた巨像（ルイ・サリンジャー〈クライヴ・オーウェン〉）
- ザ・マシーン（ヴィンセント・マッカーシー〈トビー・スティーブンス〉）
- サラリーマン・バトル・ロワイアル（バリー〈トニー・ゴールドウィン〉）
- ザ・リング2（マックス・ローク〈サイモン・ベイカー〉）
- 6デイズ/7ナイツ（フランク・マーティン〈デヴィッド・シュワイマー〉）※日本テレビ版
- ジャーヘッド2 奪還（ジョン・フォックス上等兵曹〈コール・ハウザー〉）
- ジャスティス/闇の迷宮（カルロス・ルエダ〈アントニオ・バンデラス〉）
- シャッフル2 エクスチェンジ（ライアン〈マイケル・ランデス〉）
- シャドーランド（エリオット・ダヴロウ〈マートン・チョーカシュ〉）
- シャネル&ストラヴィンスキー（イゴール・ストラヴィンスキー〈マッツ・ミケルセン〉）
- Shall We Dance?（ジョン・クラーク〈リチャード・ギア〉）※日本テレビ版
- 上海の伯爵夫人（トッド・ジャクソン〈レイフ・ファインズ〉）
- ジョー・ダート 華麗なる負け犬の伝説（ジミー・ヤウク〈マーク・マクグラス〉）
- 人生はノー・リターン 〜僕とオカン、涙の3000マイル〜（ベン・グラウ〈ブレット・カレン〉）
- SUPER8/スーパーエイト（ジャック・ラム〈カイル・チャンドラー〉）
- スターゲイト 真実のアーク（エイブ・エリス大佐〈マイケル・ビーチ〉）
- ステップ・アップ4:レボリューション（ビル・アンダーソン〈ピーター・ギャラガー〉）
- スパイダー（ゲイリー・ソーンジ〈マイケル・ウィンコット〉）※テレビ朝日版
- スラップ・ショット（ネッド・ブレイデン〈マイケル・オントキーン〉）※ソフト版
- セブン・サイコパス（ハンス・キェシロフスキ〈クリストファー・ウォーケン〉）
- 戦場でワルツを（ボアズ・レイン＝バスキーラ）
- その女諜報員 アレックス（ワシントン〈ジェームズ・ピュアフォイ〉）
- その名にちなんで
- ゾーン414（デヴィッド・カーマイケル	〈ガイ・ピアース〉）
- ソフィー・マルソーの過去から来た女（ジャック〈クリストファー・ランバート〉）
- 007/ダイ・アナザー・デイ（グスタフ・グレーブス〈トビー・スティーブンス〉[47]）※テレビ朝日版
- ダブル -完全犯罪-（ヘンドリックス警部補〈エヴァート・マックィーン〉）
- タワーリング・インフェルノ（ダン・ビグロー〈ロバート・ワグナー〉）※BSジャパン版
- チェイシング・リバティ（アラン・ワイス〈ジェレミー・ピヴェン〉）
- チェ 39歳 別れの手紙（マリオ・モンヘ〈ルー・ダイアモンド・フィリップス〉）
- チキンとプラム 〜あるバイオリン弾き、最後の夢〜（ナセル・アリ・カーン〈マチュー・アマルリック〉）
- 沈黙の追撃（ヘンリー〈ヴィニー・ジョーンズ〉）
- 冷たい雨に撃て、約束の銃弾を（ジョージ・ファン〈サイモン・ヤム〉）
- ディスタービア
- デジャヴ（ポール・プライズワーラ捜査官〈ヴァル・キルマー〉）
- デス・スピード（J.J.〈グレッグ・エヴィガン〉）
- デスペラード・イン・ウエスト（リンク・マローン）
- デビルズタイド（ランス〈ディラン・ニール〉）
- テルマ&ルイーズ（ハーラン〈ティモシー・カーハート〉）
- ドクター・ドリトル ザ・ファイナル（リッチ・ビヴァリー〈ジェイソン・ブライデン〉）
- ドクトル・ジバゴ（ユーリ・ジバゴ〈オマル・シャリーフ〉）※ソフト版
- 特攻野郎Aチーム THE MOVIE（リンチ調査官〈パトリック・ウィルソン〉[48]）
- ドラフト・デイ（ヴィンス・ペン〈デニス・リアリー〉）
- トランスポーター（フランク・マーティン〈ジェイソン・ステイサム〉）※テレビ朝日2004年版
- ドルフ・ラングレン 処刑鮫（ギャレス・ロス）
- トレジャー・バディーズ 〜小さな5匹の大冒険〜（スリサ）
- ナポレオン（アルマン・ド・コランクール〈ベン・マイルズ〉）
- ナポレオン・ダイナマイト（リコおじさん〈ジョン・グリース〉）
- 南極日誌（イ・ヨンミン〈パク・ヒスン〉）
- 2001年宇宙の旅（HAL 9000〈ダグラス・レイン〉）※WOWOW追加収録部分
- ネバー・サレンダー 肉弾凶器（ヴァン・ビューレン）※テレビ東京版
- ネバー・サレンダー 肉弾突撃
- ノボケイン/局部麻酔の罠（ランス・フェルプス〈ケヴィン・ベーコン〉）
- パイレーツ・オブ・カリビアン/生命の泉（スパニアード〈オスカー・ジャネーダ〉）
- ハットしてキャット
- バッド・バディ! 私と彼の暗殺デート（ホッパー〈ティム・ロス〉）
- パトリオット ※ソフト版
- バトル・オブ・ザ・セクシーズ（テッド・ティンリング〈アラン・カミング〉）
- バニシングin60″（スターシュ・ペイス）※ソフト版
- パニッシャー: ウォー・ゾーン（マーティン・ソープ刑事〈ダッシュ・ミホク〉）
- パパが遺した物語（ウィリアム〈ブルース・グリーンウッド〉）
- バビロンA.D.（フィン〈マーク・ストロング〉）
- バレット・オブ・ラヴ（ナイジェル〈マッツ・ミケルセン〉）
- バロウズの妻（アレン・ギンズバーグ〈ロン・リビングストン〉）
- バンガー・シスターズ（レイモンド・キングスレー〈ロビン・トーマス〉）※ソフト版
- バンコック・デンジャラス（アラン）
- ハンテッド（ヒューイット〈マーク・ペルグリノ〉）※テレビ東京版
- ビーキーパー（ウォレス・ウエストワイルド〈ジェレミー・アイアンズ〉[49]）
- HERO（長空〈ドニー・イェン〉）
- ヒトラー 〜最期の12日間〜（ヘルマン・フェーゲライン〈トーマス・クレッチマン〉[50]）
- ビバリーヒルズ・コップ2（マックスウェル・デント〈ユルゲン・プロホノフ〉）※VOD版
- ひまわり（チョ・パンス〈キム・ビョンオク〉）
- プーと大人になった僕（父親〈トリスタン・スターロック〉[51]）
- ファイヤーウォール（ゲイリー・ミッチェル〈ロバート・パトリック〉）※ソフト版
- フェイク シティ2（マーティー〈レイ・リオッタ〉）
- フェイシズ（エリック・ラニヨン〈デヴィッド・アトラクチ〉）
- ふたりの5つの分かれ路（ジル・フェロン〈ステファン・フレイス〉）
- ブラッド・ワーク（ジョン・ウォーラー刑事〈ディラン・ウォルシュ〉）※ソフト版
- ブレイブ ワン（デイビッド・キルマーニ〈ナヴィーン・アンドリュース〉）
- ペイチェック 消された記憶（クライン捜査官〈マイケル・C・ホール〉）※テレビ朝日版
- ベスト・キッド
- ボーダー・ラン（アーロン〈ビリー・ゼイン〉）
- 僕の彼女を紹介します（キム・ヨンホ〈キム・テウク〉）
- ホステル（オリー）
- ポリーmy love（ハービー）
- マーゴット・ウェディング（ディック〈キアラン・ハインズ〉）
- マイアミ・ギャングスター（アンディ〈ドニー・ウォールバーグ〉）
- マイティ・ハート/愛と絆（ダニエル・パール〈ダン・フッターマン〉）
- マクベス ザ・ギャングスター（マクダフ〈ラッキー・ヒューム〉）
- マラソン（チョン・ウク〈イ・ギヨン〉）
- ミー・ウィズアウト・ユー（ダニエル〈カイル・マクラクラン〉）
- ミスティック・リバー
- ミュータント・タートルズ（エリック・サックス〈ウィリアム・フィクナー〉）
- Mute/ミュート（マクシム〈ギルバート・オウアー〉）
- ミリオン・マイルズ・アウェイ 遠き宇宙への旅路（スターコウ〈ギャレット・ディラハント〉）
- もういちど（デヴィッド）
- モンタナの目撃者（オーウェン・キャサリー〈ジェイク・ウェバー〉）
- 夜明けのゾンビ（ウィリアムズ将軍〈ビル・モーズリー〉）
- 善き人（モーリス〈ジェイソン・アイザックス〉）
- ライフ・オブ・パイ/トラと漂流した227日（サントッシュ・パテル〈アディル・フセイン〉）
- ラスト・ナイツ（イトー〈伊原剛志〉）
- ラスト・ハウス・オン・ザ・レフト -鮮血の美学-（クルーグ〈ギャレット・ディラハント〉）
- ランズエンド -闇の孤島-（ジョー〈ポール・ベタニー〉）
- リスペクト（ジョン・ハモンド〈テイト・ドノヴァン〉）
- ROCK YOU!（トーマス・コルヴィル卿〈ジェームズ・ピュアフォイ〉）※日本テレビ版
- ロボコップ（アントワーヌ・ヴァロン）
- ワールド・トレード・センター
- ワールド・トレジャー/聖なる予言（ウィル〈トーマス・クレッチマン〉）

#### ドラマ
- 愛だと言って（シム・チョルミン）
- 愛の記憶はさえずりとともに
- アウトサイダー（ラルフ・アンダーソン〈ベン・メンデルソーン〉）
- アグリー・ベティ2 #13（フィル・ロス）
- アガサ・クリスティー ミス・マープル カリブ海の秘密（グレッグ・ダイソン〈チャールズ・メジャー〉）
- アメリカン・ゴッズ（ミスター・ワールド〈クリスピン・グローヴァー〉）
- アラーム・フォー・コブラ SPIN OFF #6（マチュー）
- ER緊急救命室
  - シーズン7 #13（ショーン〈ノア・ブレイク〉）
  - シーズン10 #6（オリバー〈ジェイソン・セルボーン〉）
  - シーズン13 #22（ブレーク〈スコット・アトキンソン〉）
- WITHOUT A TRACE/FBI 失踪者を追え! #111（アレン・クレイン）
- NCIS: ニューオーリンズ
  - シーズン1（ジム・メシエ〈ディラン・ウォルシュ〉）
  - シーズン4 #8（マルコム・ドナー）
- FBI: 特別捜査班
- エレメンタリー ホームズ&ワトソン in NY シーズン4 #1（クック）
- キャッスル 〜ミステリー作家は事件がお好き シーズン3 #1（アール）
- 救命医ハンク セレブ診療ファイル（マーシャル・ブライアント〈アンドリュー・マッカーシー〉）
- THE KILLING/キリング（トロールス・ハートマン〈ラース・ミケルセン〉）
- クリミナル・マインド FBI行動分析課
  - シーズン3 #2（ジョー・スミス〈エディ・シブリアン〉）
  - シーズン4 #10（エヴァンズ警部補〈マーク・ペルグリノ〉）
  - シーズン6 #11（ジェームズ・スタンワース〈フィリップ・カスノフ〉）
- GRIMM/グリム（ショーン・レナード警部〈サッシャ・ロイズ〉）
- クロスボーンズ/黒ひげの野望（ウィリアム・ジャガー〈ジュリアン・サンズ〉）
- ゲーム・オブ・スローンズ（ドーラン・マーテル〈アレクサンダー・シディグ〉）
- 刑事モース〜オックスフォード事件簿〜（ドクター・プレンティス）
- 階伯(ソンチュン)
- コールドケース4 #18（アニル〈ファラン・タヒール〉）
- コールドケース7 ザ・ファイナル #9（スタン・クローニン〈ブラッド・ハント〉）
- ザ・プレイヤー〜究極のゲーム〜 #5（ゼン〈ウィル・ユン・リー〉）
- ザ・ホスピタル（チュウ・チンチョン〈レオン・ダイ〉）
- ザ・ホワイトハウス3（サイモン・ドノバン〈マーク・ハーモン〉）
- ザ・ホワイトハウス5、6（ジョン・ホインズ〈ティム・マシスン〉）
- サム&キャット #28（マチュー）
- サンクチュアリ（ジョン・ダリット〈クリストファー・ハイアーダール〉）
- CSI:ニューヨーク
  - シーズン5 #24（タスト）
  - シーズン7 #1（セオドア・ウェストウィック〈ブレット・タッカー〉）
- SUITS/スーツ シーズン2 #6（キース・ホイト〈ピーター・アウターブリッジ〉）
- スイート・トゥース: 鹿の角を持つ少年（ナレーター〈ジェームズ・ブローリン〉）
- スリーピー・ホロウ（アーヴィング警部〈オーランド・ジョーンズ〉）
- S.W.A.T. シーズン1 #6（ユルゲン・リクター〈ルドルフ・マーティン〉）
- Dirt（ブレンド・バロウ〈ジェフリー・ノードリング〉）
- タイタニック 愛と偽りの航海（ヒュー・マントン伯爵〈ライナス・ローチ〉）
- TOUCH/タッチ（ランドール・ミード〈タイタス・ウェリヴァー〉）
- CHASE/逃亡者を追え!（ジャスティン・テート〈エリック・メビウス〉）
- DEFIANCE/ディファイアンス（ジョシュア・ノーラン〈グラント・バウラー〉）
- デスパレートな妻たち6（パトリック・ローガン〈ジョン・バロウマン〉）
- デビアスなメイドたち シーズン3（セバスチャン・デュソルト〈ジャイルス・マリーニ〉）
- DEVILS〜金融の悪魔〜（ドミニク・モーガン〈パトリック・デンプシー〉[52]）
- 24 -TWENTY FOUR-（ウラジミール・ライタナン〈カラム・キース・レニー〉）
- NUMBERS 天才数学者の事件ファイル シーズン3 #14（ベルナルド・インファンテ〈ホセ・ズニーガ〉）
- NIKITA / ニキータ #4（ビクター・ハン〈ラッセル・ウォン〉）
- バーン・ノーティス 元スパイの逆襲（ハンター）
  - シーズン1 #7（アーニー・パセオ〈イーサイ・モラレス〉）
  - シーズン5 #10（ホルコム〈マイケル・T・ワイス〉）
- 反撃のレスキュー・ミッション（ハリー・カーティス〈ニック・ポライン〉）
- V（ジャック・ランドリー〈ジョエル・グレッチ〉）
- ヒットラー（フリッツ・ゲーリッヒ〈マシュー・モディーン〉）
- ヒューマン・ターゲット シーズン2 #13（マーシャル・プッチ〈スティーヴン・ブランド〉）
- フィアー・ザ・ウォーキング・デッド（トラヴィス・マナワ〈クリフ・カーティス〉）
- Face to Face -尋問-（ラング〈ラース・ミケルセン〉[53]）
- 4400 未知からの生還者（ジョーダン・コリアー〈ビリー・キャンベル〉）
- フォーリング スカイズ（マイケル・ハリス〈スティーヴン・ウェバー〉）
- プライベート・プラクティス 迷えるオトナたち（ピート・ワイルダー〈ティム・デイリー〉）
- THE BLACKLIST/ブラックリスト
  - シーズン1 #12（エリック・トレトル〈ライアン・オナン〉）
  - シーズン5 #22（サットン・ロス〈ジュリアン・サンズ〉）
  - シーズン9 #12（会長〈クレイグ・ビアーコ〉）
- プリズン・ブレイク（ウィットコム博士）
- ベートーベン・ウィルス（カン・マエ〈キム・ミョンミン〉）
- HOMELAND（デイヴィッド・ウェリントン〈ライナス・ローチ〉）
- BONES（シーリー・ブース〈デヴィッド・ボレアナズ〉）
- ホテリアー（オ・ヒョンマン〈ホ・ジュノ〉）
- ホワイトカラー シーズン4 #3, 4（パターソン捜査官〈ブレット・カレン〉）
- マードック・ミステリー 〜刑事マードックの捜査ファイル〜（アレン・フォークス）
- マーベル・シネマティック・ユニバース
  - エージェント・オブ・シールド シーズン1 #11（ロイド・ラスマン〈ロブ・ヒューベル〉）
  - マーベル インヒューマンズ（エヴァン・デクラン博士〈ヘンリー・イアン・キュージック〉）
- MACGYVER/マクガイバー シーズン2 #20（ラルフ・ジェリコ〈ラファエル・スバージ〉）
- ミステリーゾーン1 #19（スミティー〈マイケル・ヴァンデヴァー〉）
- ミストレス（マーク・ファーディ）
- ミディアム7 最終章（デヴィッド・オストロスキー）
- 名探偵ポワロ マギンティ夫人は死んだ（レンデル医師）
- 名探偵モンク3
  - 名探偵モンク4 #3（48話目）（デニソン）
  - 名探偵モンク5 #12（74話目）（マックス・ハドソン〈スティーヴン・ウェバー〉）
  - 名探偵モンク7 #7（100話目）（ジェームズ・ノバック〈エリック・マコーマック〉）
- THE MENTALIST メンタリストの捜査ファイル
  - シーズン1 #7（ジェレミー・ヘイル〈JR・ボーン〉）
  - シーズン5 #16, #18（ジェイソン・レノン〈クリストファー・カズンズ〉）
- リゾーリ&アイルズ ヒロインたちの捜査線（グラント警部補〈ドニー・ウォールバーグ〉）
- リンガー 〜2つの顔〜（ビクター・マチャード〈ネスター・カーボネル〉）
- LAW&ORDER:クリミナル・インテント（ルディ・ランガー〈トーマス・アラナ〉）
- LAW & ORDER:性犯罪特捜班（リチャード・ウィートリー〈ディラン・マクダーモット〉）
- ロマノフ家の末裔 〜それぞれの人生〜 第8話「すべてを持つ者」（ジョージ・バロウズ〈ベン・マイルズ〉）

#### アニメ
- アニマル天国は今日も晴れ（ジークフリート）
- アルティメット・スパイダーマン（ドクター・ストレンジ）
- インクレディブル・ファミリー（ウィンストン・ディヴァー[54]）
- おさるのジョージ
- ザ・バットマン（ミラーマスター）
- サンダーバード ARE GO（ジャナス大佐）
- スター・ウォーズ/クローン・ウォーズ（マスター・ダーイ）
- タンタンの冒険/ユニコーン号の秘密（似顔絵描き）
- ナットのスペースアドベンチャー3D（ニール・アームストロング）
- バットマン:ブレイブ&ボールド（トゥーフェイス）
- ホワット・イフ...?（ウルトロン）
- 悪魔城ドラキュラ -キャッスルヴァニア-: 月夜のノクターン（ジュスト・ベルモンド）
- 龍族 -The Blazing Dawn-（ウェイバー）

#### その他
- フロム・ジ・アース/人類、月に立つ（アルフレッド・ウォーデン）

### テレビドラマ
- 熱中時代 第2シリーズ 第4話「家庭訪問トラブル・ノート」（1980年、NTV）
- NHK連続テレビ小説第28作 本日も晴天なり(136話〜)（1981年、NHK） - 大原大介（青年期） 役
- プロハンター 第14話（1981年、NTV）
- 土曜ワイド劇場（ANB）
  - 山口線「貴婦人号」SL殺人トリック 哀しい汽笛が津和野に響く（1982年）
  - 松本清張の葦の浮船（1984年）
  - 美人コンパニオン殺し（1990年）
  - 西村京太郎トラベルミステリー・24「山手線五・八キロの証言」（1993年）
- 銭形平次 第25話「見知らぬ亭主」（1987年、NTV / ユニオン映画）※木下浩名義
- はぐれ刑事純情派（ANB / 東映）
  - 第1シリーズ 第21話「悪女に魅せられた男」（1988年）※木下浩名義
  - 第4シリーズ 第22話「謎の匿名電話・子供をいじめる女!?」（1991年） - 古賀拓也
  - 第12シリーズ 第13話「安浦刑事が朝帰り!?証言を拒否する女!」（1999年） - 志村哲夫 役
- また逢う日（1983年、CX / 東海テレビ）
- ライスカレー（1986年、CX）
- アリエスの乙女たち（1987年、CX）
- 愛の劇場（TBS）
  - かけおち通り（1988年） - 畠中亮次 役
  - 風になりたい（1998年） - 本田
- 銀河テレビ小説（NHK）
  - 総務部総務課山口六平太（1988年） - 島崎
- 土曜ドラマ（NHK)
  - 新十津川物語（1991年） - 野崎正道 役
- はだかの刑事（1993年、NTV / 東映）
- 誘惑の夏（1993年、CX / 東海テレビ）
- 松本清張特別企画・証明（1994年、TBS / 大映テレビ）
- 刑事・野呂盆六・2「殺意のマリア」（1994年、TBS / 国際放映） - 涌井謙司 役
- 御家人斬九郎 第1シリーズ 第2話「用心棒二人」（1995年、CX）
- 名奉行 遠山の金さん 第7シリーズ 第14話「振袖の罠!女形が賭けた夢舞台」（1996年、ANB） - 波之介 役
- 火曜サスペンス劇場（NTV）
  - 弁護士・高林鮎子・12「Ｌ特急あずさ13号の女」（1993年） - 宍戸義隆 役
  - 娘という名の他人（1994年） - 高木宏和 役
  - 小京都ミステリー・15「大和路くみひも殺人事件」（1995年） - 松澤雅夫 役
  - 弁護士・高林鮎子・17「支笏湖10時30分の女」（1995年） - 千野一郎 役
  - 女検事・霞夕子・12「捨てられた女」（1997年） - 加川秀夫 役
  - 監察医・室生亜季子・27「複合死因」（2000年）  - 川越署の署長
  - 地方記者・立花陽介・17「越中高岡通信局」（2001年） - 佐山
- NHK大河ドラマ
  - 徳川慶喜（1998年） - 中川宮朝彦親王 役
  - 葵 徳川三代（2000年） - 後陽成天皇 役
  - 功名が辻（2006年） - 清水宗治 役
- ロマンス（1999年、NTV）
- 新・赤かぶ検事奮戦記・8（1999年、ABC）
- 隠密奉行朝比奈 第2シリーズ 第10話「朝比奈暗殺計画」（1999年、CX） - 鏑木菊馬 役
- 科捜研の女 第2シリーズ 第2話「記憶を失くした目撃者 チョコアイスが見た殺人!」（2000年、ANB）
- 金曜エンタテイメント おばさんデカ 桜乙女の事件帖・9（2000年、CX）
- 女と愛とミステリー 西村寿行の日本縦断サスペンス 黄金の犬（2001年、BSジャパン）
- 真珠夫人（2002年）
- ハイビジョン特集ドラマ 緑のクリスマス（2002年、NHK）
- ニコニコ日記（2003年、NHK） - 風船人形（声） 役
- 水戸黄門 第31部 第14話「白鷺城下の恩返し -姫路-」（2003年、TBS / C.A.L） - 榎本左内 役
- 八丁堀の七人 第6シリーズ 第4話「昔、捨てた女! だまされた筆頭同心」（2005年、EX）
- 木曜劇場 危険な関係（2005年、CX）
- 金曜エンタテイメント マイ・ハウス〜夢の一戸建て争奪戦争〜（2006年、CX）
- 今週、妻が浮気します（2007年、CX）
- 相棒 Season6 第6話「この胸の高鳴りを」（2007年、テレビ朝日） - 八木聡社長 役
- 土曜時代劇 オトコマエ!2（2009年、NHK総合）

### 映画
- 千年の恋 ひかる源氏物語（2001年）
- 宣戦布告（2002年）

### 舞台
- オセロー（キャシオー）
- 黒いチューリップ
- 新・十津川物語
- SAY YOU KIDS
- 第17捕虜収容所
- 東亜悲恋
- ナイト バレット
- ニュルンベルク裁判
- 幕末純情伝
- ファウスト（ワーグナー）
- FORTINBRAS
- ヘンリー四世（オーウェン・グレンダワー、モーブレー卿）
- ヘンリー五世（ルイ）
- ヘンリー六世（2009年、フランス皇太子シャルル〈第1部〉、騎士ジョン・スタンレー〈第2部〉、オクスフォード伯役〈第3部〉）
- マクベス
- リチャード三世
- リング・リング・リング
- ルーマーズ（グレン）

### CMナレーション
- 味の素 アミノバイタル
- トヨタ・アリスト
- 久光製薬 エアーサロンパス ジェットα 「進化」篇

### その他コンテンツ
- 東京ディズニーランド スター・ツアーズ 搭乗案内

### シリーズ一覧
1. ↑  第1作（2000年）、第2作『R』第1期（2014年）
2. ↑  第1期（2018年）、第2期『NOMAD メガロボクス２』（2021年）
3. ↑  第1期（2018年）、第2期『クライシス』（2019年）